# Johan August Arfwedson
Johan August Arfwedson (Skagersholms bruk, Västergötland, 12 de janeiro de 1792 – Hedensö, 28 de outubro de 1841) foi um químico sueco, descobridor do elemento químico lítio (1817).

## Vida
Arfwedson pertenceu a uma rica família burguesa, filho do comerciante Jacob Arfwedson e de sua esposa Anna Elisabeth Holtermann. Matriculou-se com idade tenra (11 anos) na Universidade de Uppsala em 1803, onde se graduou em 1809 como advogado, obtendo posteriormente uma segunda graduação, desta vez em mineralogia (1812). No último ano, assumiu um cargo (sem salário) na "Royal Board of Mines", sendo promovido a um novo cargo (ainda sem salário), como representante legal do órgão, em 1814.
Em Estocolmo, Arfwedson conheceu o químico Jöns Jacob Berzelius, obtendo acesso ao seu laboratório, onde fez a descoberta do elemento lítio em 1817, analisando o mineral petalita. 
Nos anos 1818 e 1819, juntamente com Berzelius, efetuou uma viagem pela Europa. Após o retorno a sua terra natal, construiu seu próprio laboratório. Passou o restante dos seus dias de vida administrando e multiplicando a sua riqueza, herdada do pai. 
O raro mineral arfvedsonita foi nomeado em sua homenagem.